# Церковь Спаса Нерукотворного Образа (Нижний Архыз)
Церковь Спаса Нерукотворного Образа — православный храм в посёлке Нижний Архыз, Зеленчукский район, Карачаево-Черкесия.
Построен в 2012 году рядом с шоссе напротив наскального лика Христа, предположительно, написанного в X—XI веках.

## История
Строительство храма началось в 2009 году. 21 мая 2010 года благословению высокопреосвященнейшего Феофана, архиепископа Ставропольского и Владикавказского, состоялось праздничное освящение шатрового купола и креста, которые были установлены на строящийся храм. Сооружение здания окончилось в 2012 году, и 16 июня преосвященнейшим Феофилактом, епископом Пятигорским и Черкесским, было совершено освящение храма Нерукотворного Образа Христа в Архызском ущелье. Во время торжества он сказал:

«Даже архитектурно новый храм соединяет эпохи. Вы видите, что за основу проекта взяты традиции, воплощенные в древних храмах Нижнего Архыза, использован тот же материал — камень, которым пользовались наши предшественники».

Храм построен в византийском архитектурном стиле из местного камня. Значительную помощь в создании храма и обустройстве дороги к Лику Христа оказал коллектив Специальной астрофизической обсерватории Российской академии наук, возглавляемой членом-корреспондентом РАН Юрием Балегой. Для безопасного прохода к наскальному Лику Христа 28 мая 2011 года была открыта стальная капитальная лестница из 526 ступеней, длинной 262 метра и высотой более 90 метров.